# Ungarischer Verdienstorden

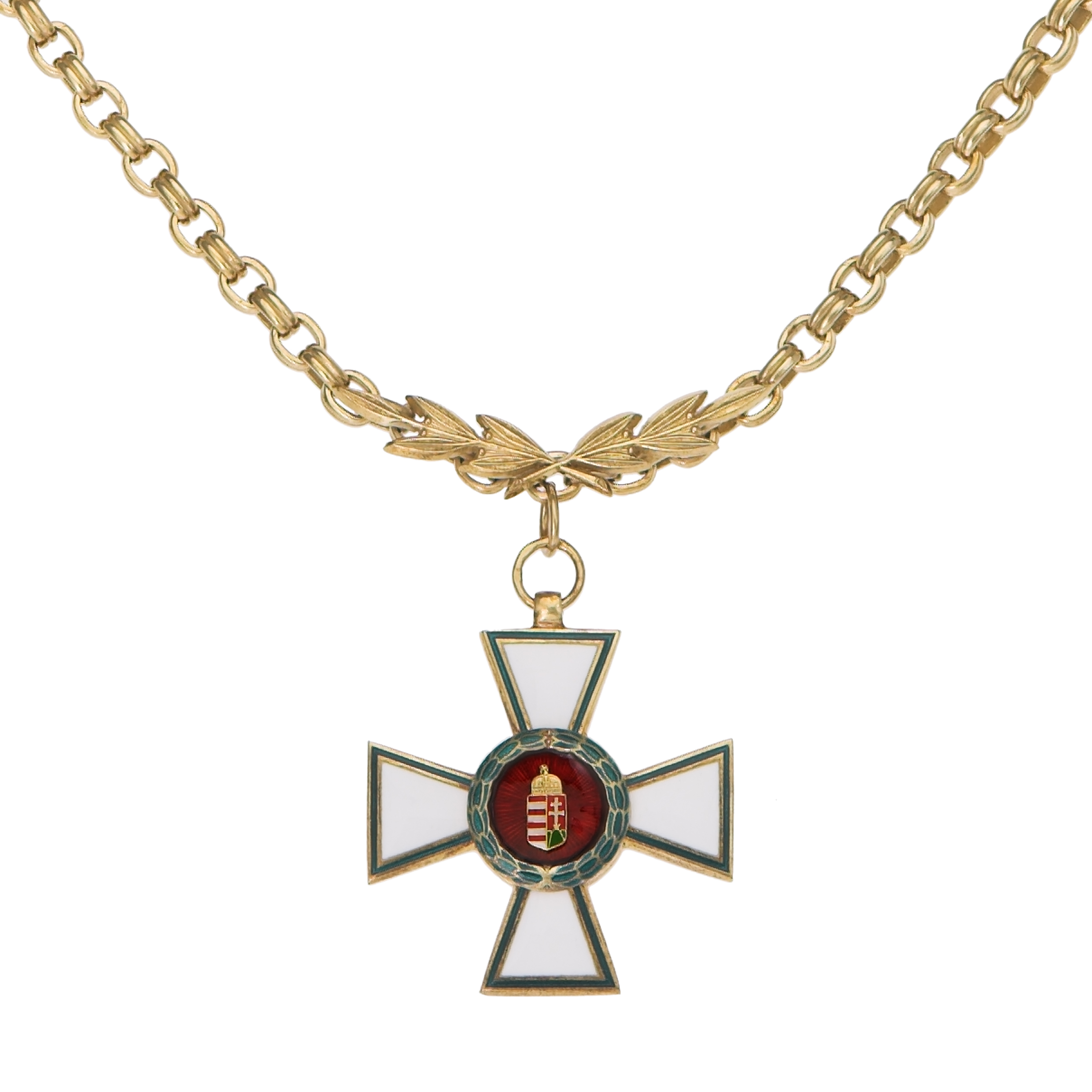
Ordenskette des Ungarischen Verdienstordens (2. Modell – seit 1991)

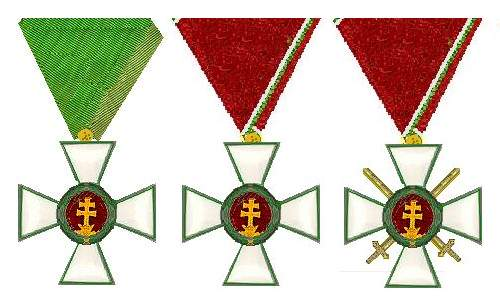
V. l. n. r.: Ritterkreuz, Ritterkreuz am Kriegsband, Ritterkreuz am Kriegsband und mit Schwertern (1939 bis 1944)

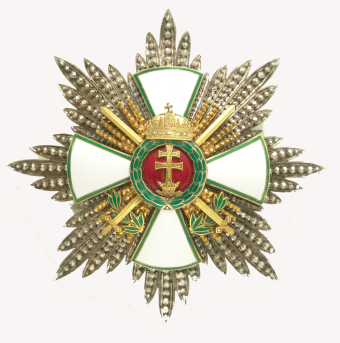
Bruststern zum Großkreuz mit der Stephanskrone (bis 1944)

Das Ungarische Verdienstkreuz (ungarisch Magyar Érdemkereszt) wurde am 14. Juni 1922 durch den ungarischen Reichsverweser Miklós Horthy gestiftet und am 23. Dezember 1935 in einen Verdienstorden umgewandelt. Ab diesem Zeitpunkt lautete die Bezeichnung (Königlicher) Ungarischer Verdienstorden (Magyar Érdemrend). Nach dem Ende des Titularkönigreichs Ungarn wurde die zweite Ungarische Republik ausgerufen, die den Orden am 14. September 1946 durch die Nationalversammlung als Verdienstorden der Republik Ungarn (Magyar Köztársasági Érdemrend) neu gründete. Mit der Annahme der Verfassung vom 20. August 1949 (Volksrepublik Ungarn) erlosch der Orden in der bestehenden Form und ist seit dem Ende der MSzMP-Herrschaft die zweithöchste Auszeichnung des Landes. Seit 2012 lautet die offizielle Bezeichnung Ungarischer Verdienstorden (Magyar Érdemrend).

## Ordensklassen
Die Stiftung erfolgte in sieben Klassen, sowie einem affiliierten Verdienstkreuz, Verdienstmedaille und Signum Laudis-Medaille:
- Großkreuz-Sonderstufe mit Collane (mit der Stephanskrone bis 1945)
- Großkreuz-Sonderstufen (mit goldenen Strahlen, erst ohne Krone, später mit der Stephanskrone: bis 1945)
- Großkreuz
- Kommandeur mit Stern
- Kommandeur
- Offizier
- Ritter
- Verdienstkreuz
  - Goldenes Verdienstkreuz
  - Silbernes Verdienstkreuz
  - Bronzenes Verdienstkreuz
- Verdienstmedaille
  - Silberne Verdienstmedaille
  - Bronzene Verdienstmedaille
- Signum Laudis
  - Große Goldene Signum Laudis-Medaille
  - Silberne Signum Laudis-Medaille
  - Bronzene Signum Laudis-Medaille.

Das Großkreuz konnte von 1939 bis 1944 als Zeichen höchster Wertschätzung mit der Stephanskrone (Szent Korona, „Heilige Krone“) verliehen werden, die vorrangig an Staats- und Regierungschefs zur Verleihung kommt, getragen werden. Ebenso konnte die Klasse mit der Krone auch mit einer Collane verliehen werden. Alle Klassen können zudem für Kriegsverdienste auch mit Kriegsdekoration bzw. Kriegsband oder Kriegsdekoration bzw. Kriegsband und Schwertern verliehen werden.
Der Orden besteht seit 1991 aus fünf Klassen in zwei Abteilungen (Zivil und Militär) sowie einem angeschlossenen Verdienstkreuz in drei Stufen (Gold, Silber und Bronze). Die Collane wird nur an Staatsoberhäupter verliehen und wird vom ungarischen Präsidenten als Amtsinsigne getragen.
| Großkreuz mit Collane    |
| Großkreuz                |
| Kommandeur mit Stern     |
| Kommandeur               |
| Offizier                 |
| Ritter                   |
| Verdienstkreuz in Gold   |
| Verdienstkreuz in Silber |
| Verdienstkreuz in Bronze |

## Ordensdekoration

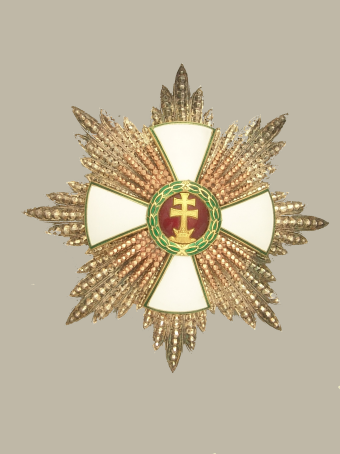
Bruststern zum Großkreuz (bis 1944)

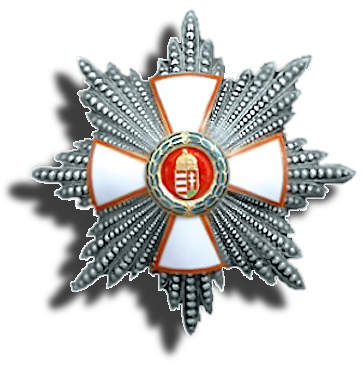
Bruststern zum Großkreuz (seit 1991)

Das Ordenszeichen hat die Form eines Kreuzes mit vier weiß emaillierten Armen, dessen Ränder von einem schmalen dunkelgrünen Streifen gebildet werden. Das Avers des Kreuzes zeigt mittig ein rot emailliertes Medaillon in Strahlenform, auf dem der Dreiberg sowie das weiße Doppelkreuz aufgebracht sind. Sowohl Dreiberg als auch Doppelkreuz sind golden gehalten. Das rote Mittelfeld ist dabei von einem grünen Lorbeerkranz umschlossen. Das Revers des Kreuzes zeigt die Inschrift SI DEUS PRO NOBIS, QUIS CONTRA NOS, 1922 (Römer 8,31  „Ist Gott für uns, wer ist dann gegen uns“).
Das Verdienstkreuz ist ein Kreuz, wie das Ordenszeichen, jedoch ohne weiß emaillierten Armen. Es wird in der Golden-, Silber- und Bronzestufe verliehen. Jede Stufe konnte nur einmal verliehen werden.
Die Verdienstmedaille wird in der Silber- und Bronzestufe verliehen. Sie zeigt auf ihrem Avers das Mittelfeld das beschriebene Ordenskreuz mit Dreiberg und Doppelkreuz und der Überschrift A HAZÁERT (Fürs Vaterland). Das Revers dagegen das Verdienstkreuz sowie das Stiftungsjahr MDCCCCXXII. Auch hier konnten beide Stufen nur einmal verliehen werden.
Das Signum Laudis in der Silber- und Bronzestufe hat die Form einer runden Medaille mit der Stephanskrone und hat dieselbe Beschaffenheit, wie die ungarische Verdienstmedaille, nur ohne der Überschrift A HAZÁERT. Zudem zeigte sie auf ihrem Revers nur die dreizeilige Inschrift: SIGNUM / LAUDIS / 1922. Die Bronzestufe gilt dabei als Zeichen der erstmals ausgedrückten Anerkennung des Reichsverwesers und die silberne als wiederholte Anerkennung. Eine dritte Anerkennung wird durch eine Spange auf dem Ordensband gekennzeichnet. Wurde Zivilisten die volle Anerkennung, bzw. Militärpersonen die besonders lobende Anerkennung ausgesprochen, so durfte der Geehrte die Goldene Medaille an einem roten Bande mit weißen Randstreifen, an der Stephanskrone hängend, um den Hals tragen. Diese vergoldete Medaille wurde 1929 gestiftet. Das Große Goldene Signum Laudis ist im Gegensatz zu den unteren Stufen hochoval.
Mit der Ausrufung der Republik ist im Avers das Staatswappen abgebildet. Die Medaillen wurden nicht mehr verliehen.

## Trageweise
Das Großkreuz mit oder ohne Krone wird als Schulterband getragen. Zu beiden Klassen gehört ein Bruststern, der beim Großkreuz mit der Krone einen Durchmesser von 93 Millimeter (wobei aus den Winkeln des aufgelegten Verdienstkreuzes goldene Strahlen hervorkommen) und ohne Krone 89 Millimeter aufweist. Das Band des Großkreuzes ist dunkelgrün und rot-weiß gerändert und wird von der rechten Schulter zur linken Hüfte hin getragen. Das Kommandeurskreuz wird als Halsbandorden, das Offizierskreuz als Steckkreuz auf der linken Brusttasche des Beliehenen dekoriert. Der Stern des Kommandeur weist nur 79 Millimeter auf. Das Ritterkreuz sowie die Verdienstkreuze werden an einem Dreiecksband an der linken oberen Brustseite getragen. Das Band der übrigen Klassen ist einfarbig grün.
Die Medaillen mit Ausnahme des Großen Goldenen Signum Laudis werden als Dreiecksband oberhalb der linken Brusttasche getragen. Das Band für Zivilisten ist grün, das für Militärpersonen grün mit einem schmalen weißen Seiten – sowie einem roten Randstreifen. Getragen wurde die Verdienstmedaille dabei stets nach den Weltkriegsauszeichnungen. Das Kriegsband, das mit dem Orden, Verdienstkreuz und Medaillen getragen wurde, ist rot mit weißen Seiten und roten Randstreifen.

## Ordenszeichen
| Zivile Abteilung           | Zivile Abteilung | Zivile Abteilung | Zivile Abteilung |
| -------------------------- | ---------------- | ---------------- | ---------------- |
| Großkreuz mit Collane      |                  |                  |                  |
| Ordenskette                | Bruststern       | Kleindekoration  |                  |
| Großkreuz                  |                  |                  |                  |
| Schulterband zum Großkreuz | Bruststern       | Kleindekoration  |                  |
| Kommandeur mit Stern       |                  |                  |                  |
| Halsdekoration             | Bruststern       | Kleindekoration  |                  |
| Kommandeur                 |                  |                  |                  |
| Halsdekoration             | Kleindekoration  | Kleindekoration  |                  |
| Offizierskreuz             |                  |                  |                  |
| Offizierskreuz             |                  |                  |                  |
| Ritterkreuz                |                  |                  |                  |
| Ritterkreuz                |                  |                  |                  |

| Militärische Abteilung     | Militärische Abteilung | Militärische Abteilung | Militärische Abteilung |
| -------------------------- | ---------------------- | ---------------------- | ---------------------- |
| Großkreuz                  |                        |                        |                        |
| Schulterband zum Großkreuz | Bruststern             | Kleindekoration        |                        |
| Kommandeur mit Stern       |                        |                        |                        |
| Halsdekoration             | Bruststern             | Kleindekoration        |                        |
| Kommandeur                 |                        |                        |                        |
| Halsdekoration             | Kleindekoration        | Kleindekoration        |                        |
| Offizierskreuz             |                        |                        |                        |
| Offizierskreuz             |                        |                        |                        |
| Ritterkreuz                |                        |                        |                        |
| Ritterkreuz                |                        |                        |                        |

## Bekannte Träger
Siehe: Träger des Verdienstordens der Republik Ungarn